# Големите три (Нидерландия)
В нидерландските спортове Големите три (на нидерландски: De Grote Drie) е прякор, с който се обръщат към трите най-успешни конкурентни футболни клуба в Нидерландия: Аякс от Амстердам, Фейенорд от Ротердам и ПСВ от Айндховен. Общо те са спечелили 73 от общо изиграните 130 шампионати по футбол в Нидерландия и принципно трите отбора споделят първите три позиции и претендират за титлата. Нито един от тях не е изпуснал издание на Ередивиси и е участвал във всички издания от сезон 1956–57 насам. Най-ниската позиция, на която някой от тях е завършвал, е 14-а (ПСВ Айндховен), докато най-ниската позиция на Аякс и Фейнерод са 13-а.
Няколко други клуба извън голямата тройка са печелили нидерландската лига, като HVV Den Haag е четвърти по брой национална титла след Голямата тройка в Нидерландия с общо 10.

## Трофеи
| Отбор    | Основни домашни трофеи | Основни домашни трофеи | Основни домашни трофеи | Основни домашни трофеи | Международни | Международни | Международни | Международни | Международни | Международни | Международни             | Общо |
| Отбор    | Ередивиси              | Kупа                   | СК                     | Общо национални трофеи | ШЛ           | КНК          | ЛЕ           | СК на УЕФА   | ИТ           | МК           | Общо международни трофеи | Общо |
| -------- | ---------------------- | ---------------------- | ---------------------- | ---------------------- | ------------ | ------------ | ------------ | ------------ | ------------ | ------------ | ------------------------ | ---- |
| Аякс     | 34                     | 19                     | 9                      | 62                     | 4            | 1            | 1            | 2            | 2            | 2            | 12                       | 73   |
| ПСВ      | 24                     | 9                      | 11                     | 44                     | 1            | -            | 1            | -            | -            | -            | 2                        | 46   |
| Фейенорд | 15                     | 13                     | 4                      | 31                     | 1            | -            | 2            | -            | 3            | 1            | 7                        | 39   |

 Последно актуализирано след сезон 2018-19. 

## Футболисти, които са играли и за трите отбора
Рууд Хеелс (Фейенорд 1966–1970, Аякс 1974-1978, ПСВ 1981–1982)

 Роналд Куман (Аякс 1983–1986, ПСВ 1986–1989, Фейенорд 1995–1997)

## Мениджъри, които са тренирали и трите отбора
Ханс Краай ст. (Аякс 1974–1975, Фейенорд 1982-83, ПСВ 1986-87)

 Роналд Куман (Аякс 2001-2005, ПСВ 2006-2007, Фейенорд 2011-2014)